# Pop (jeu vidéo)
Pop est un jeu vidéo de puzzle édité et développé par Nnooo sorti en 2008 sur la plate-forme WiiWare sur Wii.

## Système de jeu
Dans Pop, le joueur doit faire éclater le plus de bulles possible avant que le temps ne soit écoulé. Le joueur utilise le viseur de la Wiimote pour faire éclater les bulles qui traversent l'écran, en éclater une succession lui permettant d'obtenir plus de points et plus de temps.

## Accueil
- Jeuxvideo.com: 9/20[1]
- IGN: 6/10[2]